# Angelus TV
Angelus TV foi um canal de televisão católico português fundado em 2017 na cidade de Fátima, em Portugal. A sede da estação de televisão encontrava-se nas proximidades do Santuário de Nossa Senhora do Rosário de Fátima, na Cova da Iria, a partir do qual transmitiu várias celebrações diárias.

## Difusão
O canal Angelus TV começou as suas emissões em maio de 2017, por ocasião do centenário das aparições da Virgem Maria em Fátima. Devido à falta de apoios financeiros, este canal televisivo católico deixou de emitir desde 31 de maio de 2019.